# Sindrome di Frey
La sindrome di Frey (nota anche come sindrome di Baillarger, sindrome di Dupuy, sindrome auricolotemporale,  o sindrome di Frey-Baillarger) è una malattia neurologica rara conseguente a danno del nervo facciale passante nella ghiandola parotide (incaricata di produrre la saliva), causato da patologie ghiandolari,  da danni al nervo auricolo-temporale oppure iatrogeno da chirurgia maxillo-facciale.
I sintomi della sindrome di Frey sono arrossamento e sudorazione nella zona delle guance adiacente all'orecchio. Essi possono apparire quando la persona interessata mangia, vede, sogna, pensa o parla di certi tipi di alimenti che producono una forte salivazione. 
Può essere diagnosticata osservando la sudorazione nella regione dopo aver mangiato una fetta di limone .

## Epidemiologia e storia
La condizione è rara. Prende il nome da Łucja Frey-Gottesman.

## Segni e sintomi
Segni e sintomi includono eritema (arrossamento / vampate di calore) e sudorazione nella distribuzione cutanea del nervo auricolotemporale, di solito in risposta a stimoli gustativi. E presente a volte il dolore nella stessa zona, spesso di natura ardente. Tra gli attacchi di dolore a volte c'è intorpidimento o altre sensazioni alterate (anestesia o parestesia). Questo è talvolta chiamato "nevralgia gustativa".

## Causa
La Sindrome di Frey si traduce spesso come effetto collaterale di interventi chirurgici vicino alla ghiandola parotide o a causa di lesioni al nervo auricolotemporale, che passa attraverso la ghiandola parotide nella prima parte del suo corso.
Il nervo glosso faringeo, attraverso il suo ramo n. piccolo petroso superficiale, a livello del ganglio otico stabilisce sinapsi. Da qui le fibre post gangliari sfruttano il nervo auricolo-temporale (n. trigemino) per dirigersi ad innervare la ghiandola parotide e le ghiandole sudoripare del cuoio capelluto. Come risultato di interruzione e di rigenerazione inappropriata, le fibre nervose parasimpatiche possono cambiare corso, con conseguente "Sudorazione gustativa" o sudorazione in prima del mangiare, invece della normale risposta salivatoria.
Si è spesso visto con i pazienti che hanno subito simpatectomia endoscopica toracica, una procedura chirurgica in cui una parte del tronco simpatico viene tagliato o bloccato per trattare la sudorazione delle mani o l'arrossimento. La successiva rigenerazione del nervo o germinazione porta ad una anomala sudorazione e salivazione. Può anche includere una perdita dal naso quando si sente l'odore di alcuni alimenti.
Raramente, la sindrome di Frey può derivare da cause diverse dalla chirurgia, tra cui traumi accidentali, infezioni locali, disfunzioni del sistema simpatico e lesioni patologiche all'interno della ghiandola parotide.

## Trattamenti
Non esiste un trattamento efficace, ma varie opzioni sono descritte:
• Iniezione di Tossina botulinica A
• resezione chirurgica delle fibre nervose (solo un trattamento temporaneo)
• L'applicazione di una pomata contenente un farmaco anticolinergico come la scopolamina